# District de Hurunui

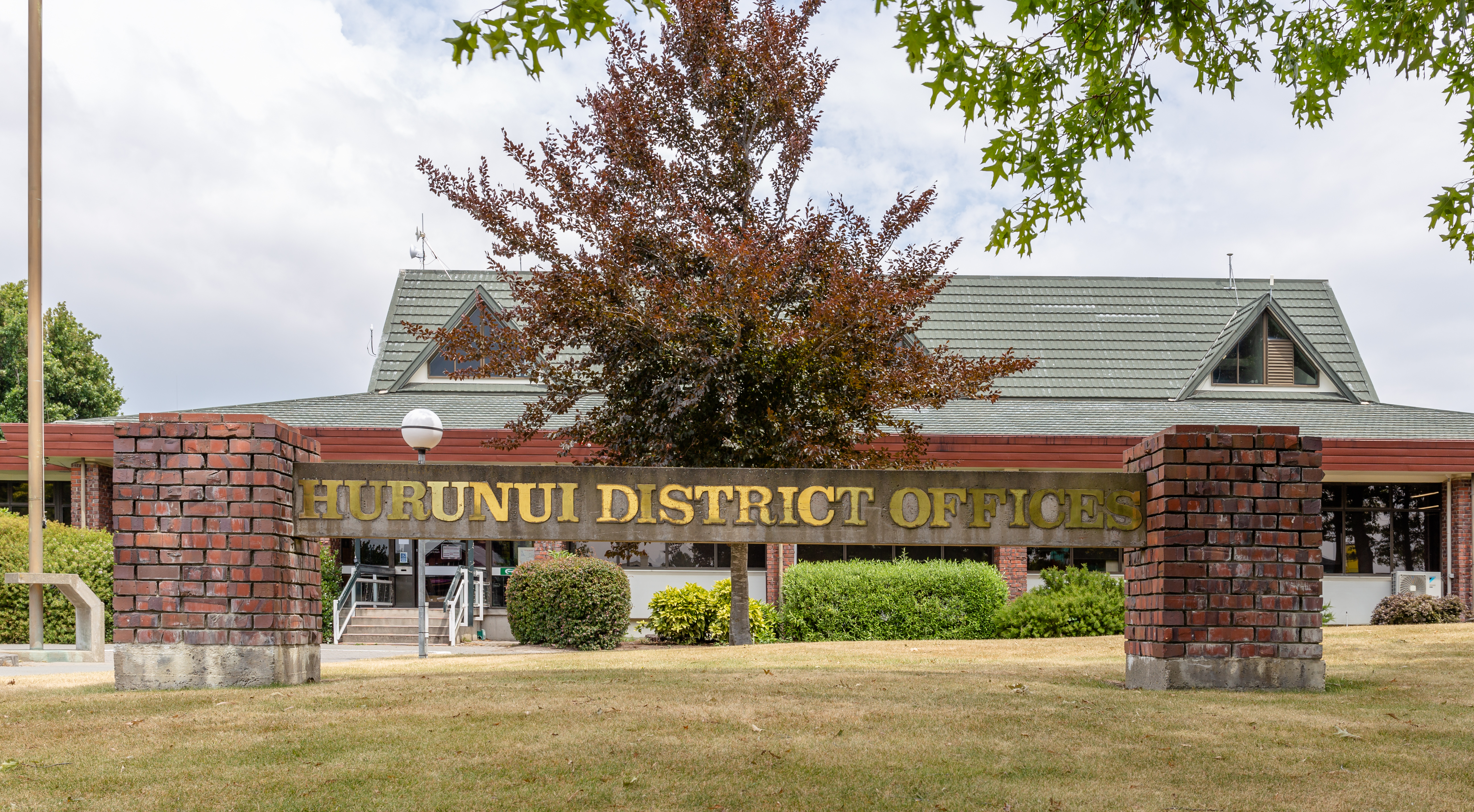
Bureau de district de Hurunui en Nouvelle-Zélande

Le district de Hurunui est situé dans la région de Canterbury, sur la côte est de l'île du Sud de la Nouvelle-Zélande. Il s'étend sur 8 660,43 km2, de la côte pacifique jusqu'aux Alpes du Sud.
Le recensement de 2006 y a compté 10 476 habitants. Le district est l'un des moins démographiquement divers du pays, avec plus de 95 % d'habitants d'origine européenne.
Le siège du conseil du district est Amberley.

## Sources
- (en) Hurunui District Council
- (en) Final counts – census night and census usually resident populations, and occupied dwellings - Canterbury Region, Statistics New Zealand
- (en) Michelle Coursey, Our whitest region, The New Zealand Herald, 5 août 2007

- (en) Cet article est partiellement ou en totalité issu de l’article de Wikipédia en anglais intitulé « Hurunui District » (voir la liste des auteurs).